# Socijalni darvinizam
Socijaldarvinizam je sociološko učenje. Pripada jednom pravcu biologističkih teorija, a drugi pravac je organicizam.
Ova teorija objašnjava društvena zbivanja djelovanjem zakona borbe za opstanak te da se u društvu vodi nemilosrna borba između rasa, od kojih su neke više, a neke niže. Najvažniji predstavnik ovog sociološkog pravca je austrijski Poljak Ludwig Gumplowicz (1838. – 1909.), čiji se teorijski pristup formirao u kontekstu stalnih sukoba različitih etničkih grupa u Austro-Ugarskoj monarhiji, odakle je iznikao njegov interes za etničke različitosti, klasne konflikte, politički suverenitet vladajuće manjine i probleme kulturne asimilacije. Zbog tih utjecaja, u radovima prenaglašava društvene grupe i njihove konflikte kao predmet sociološkog istraživanja, a zanemaruje individualna djelovanja.
Ostali važni predstavnici su H. Spencer, W. G. Sumner, G. Ratzenhofer, L. F. Ward i F. Oppenheimer.
Građevinski inženjer Herbert Spencer (1820 – 1903) poznatiji je po svojoj društvenoj teoriji, kasnije nazvanoj socijalni darvinizam, koja analogijom s Malthusovom idejom iz rada Essay on the Principle of Population iz 1798., po kojoj stanovništvo raste brže od resursa za preživljavanje, govori o nemilosrdnoj borbi za opstanak u ljudskom društvu i preživljavanju najjačih.
Predstavnici ovog smjera mehanički su prenijeli Darwinovu "borbu za život" iz biološkog na sociološko područje. S obzirom na to da su postavke sadržavale elemente opravdavanja društvenih nejednakosti, prije svega među rasama i spolovima, pojavili su se novi pokušaji, ponajviše u SAD, kao i u 19 st., da se društvenim nejednakostima dade "znanstvena" podloga.  U 20. st. darvinizam se koristio u propagandi socijalističkih i komunističkih ideja. Poslije II. svj. rata koristio se za sustavnu ateizaciju društva u Hrvatskoj.